# Atenas (tổng)
Atenas là một tổng trong tỉnh Alajuela, Costa Rica. Tổng này có diện tích 127,19 km², dân số năm 2008 là 25033 người..